# こちら新宿フリッパーズ
『こちら新宿フリッパーズ』（こちらしんじゅくフリッパーズ）は、渋染かずきによる日本の漫画作品。『マガジンSPECIAL』（講談社刊）にて1997年No.10号から2000年No.6号まで連載された。

## 概要
東京都新宿区新宿に存在するとされる架空の情報屋を主人公とする推理漫画としてスタートした作品。
一方で主人公の1人をコンピュータに精通するハッカーとして設定し、その技術を用いて情報を集め、また同時にその過程やそれにまつわる電脳空間上の攻防を漫画表現によって視覚化させて読者に提示したことによりサイバーパンク作品としても成立している作品であり、特に物語の後半はその向きが強い。
また本作の連載期間はそのまま情報技術発展の過渡期にもあたり、それを取り扱った時事ネタ（2000年問題、不正アクセス防止法施行など）も多少ながら存在する。ただし、それらの表現は少年漫画としての性質上、漫画表現としての誇張を交えて描かれており、必ずしも現実に即した扱われ方はされていない。なお不正アクセス防止法施行以前の作品であるため、とくに本作の初期においてはハッキングに関しては「グレーゾーンの行為」（脱法行為）として扱われている。
なお連載前においてプロトタイプとなる読切作品が『マガジンフレッシュ』（講談社）1995年8月19日号に掲載されている。また単行本未収録となる関連の短編が作者のpixivにて公開されている。

### 本作の「情報屋」
本作に言う「情報屋」は従来のミステリ作品に頻出する情報屋（いわゆる情報提供者の一種であり、従来のミステリの世界観では「堅気とは異なる裏社会の職業」として描写されることが多い）とは多少、趣を異にしており、基本的には「求められた情報を依頼者に提供することで報酬を得る（多少アウトローかつマイナーな存在ではあるものの）一般的な堅気の職業」として描写されている。
また作内において「情報屋」と「探偵」は区別されており（程度の多少はあるものの）「一般的なマクロマティックな情報（ないしは改めての調査を必要としない限定された特殊情報）」を取り扱い「依頼として求められた時に即座に提示する」のが「情報屋」であり「改めて調査が必要な個人的なミクロマティックな情報」を「依頼に基づき期間を置いて調査(探索)する」のが「探偵」である、とされている。そして本作における主人公たちの探偵行動は（下世話な言い方をすれば）「趣味」（もっと正確に言えば人助けのためのボランティアとしての調査活動）とされている。

## あらすじ
ITの発達が過渡期となり情報こそが新たなる時代を握るカギとなった現代。超巨大情報都市・TOKYO新宿シティの雑多な情報の中で、それらをやり取りする事を生業とする者たちがいた。
「本日のスーパーの安売り」「流行の洋服」というような日常の情報から、時には政府機関や世界そのものさえ揺るがしかねない機密情報まで、あらゆる「情報」を合法・非合法の手段を問うことなく収集・集積し、求める者に開示する職業。人々は彼らを「情報屋」と呼んだ。
新宿の雑居ビルにある情報屋「新宿フリッパーズ」は小規模ながらも腕利きとされる情報屋である。しかし、そのオフィスは社員の趣味の私物以外はパソコンとデスクが、たった1台あるのみ。社員はビルのオーナーである藤沢有希と三田村共一の2人だけ。だが彼らは様々な手段を用いて持ち込まれた相談を解決し、確実な情報を提供する。本来「新宿フリッパーズ」は調査および情報提供が専門である「情報屋」でしかないハズなのだが「情報によって人を導き救う」ことを「情報屋の誇り」とする彼らは、相談者の苦しみを看過できず、調査活動を通じて情報の闇の中に潜み無垢な人々を喰いモノにする裏の世界の悪人たちを白日の下に晒していく。
そして今日も涙にくれる依頼人が、一縷の望みを託してパソコン1台しか存在しないオフィスのドアを叩く。藤沢と三田村。情報の波の中を泳ぐ2人の「フリッパーズ」の示す「真実の希望」を求めて。

## 登場人物
※年齢は初登場時のもの

### 新宿フリッパーズ
新宿の雑居ビルに本拠を置く情報屋。常時より流行情報から国家機密まで様々な情報を集積し、顧客の依頼内容に応じて、それらを開示する業務を行っている。集積された情報の原典は主に社長である藤沢有希の実家にある代々の情報と、彼自身のハッキングによって引き出されたものが大きい。また集積された情報はコンピュータによって一元化管理されており、バックアップこそあるものの藤沢が個人保管しているデータに関してはアナログ保管が成されていない。そのためオフィス内には基本的にフリッパーズを構成する藤沢・三田村の両者の副業および趣味に基づく私物以外(つまり業務に必要とされる事務用品)は藤沢家(および有希個人)の情報ネットワーク端末であるパソコンとその台となるビジネスデスクがあるのみである。ただし実はオフィスルームの床下には情報集約の心臓部となるスーパーコンピュータが埋め込みの形で保管されており、藤沢本家でも同様のものが稼動。本家ホストサーバの制御の元で情報が集約・集積されている。
藤沢 有希（ふじさわ ゆうき）
5月21日生まれ・178cm・65kg・B型
新宿フリッパーズのインテリジェンス（情報・知性）担当。サラリーマン然としたスーツ姿に身を包む21歳の大学生だが実年齢より多少なりとも老けて見られる（本人としてはその部分は少し気にしている）メガネ青年。情報企業「新宿フリッパーズ」の若き社長。また旧大日本帝国陸軍の情報部に祖を置く情報屋一族「藤沢家」およびフリッパーズの親会社でもある「FUJISAWA SPECIAL INFORMATION SERVICE」の直系4代目でもある。
基本的に温厚かつ天然気質であり一見のんびりしていて人好きのよい性格をしているが、情報企業一族の嫡子らしく、誰よりも抜け目ない一面を持つ。一方、底抜けのお人好しで困っている人を見過ごせない正義漢である。自らが情報を扱う仕事をしていることに誇りを持ち、一方で、情報を使って他者を陥れたり支配したりすること（また、そういう形で情報を利用する者）を心の底から嫌っている（これは後述する藤沢家の家訓に由来する）。
日本では5指のうちにも入るスゴ腕のハッカーであり、持ち前の情報量およびそれらの処理力を駆使した推理能力である推理分析演算（ダイナミック・リンゲージ）を駆使する。後、ハッカー集団「ファンハウス・インヴィジブルストーカーズ」との死闘を経て、この能力は直接電脳世界を操作するスーパー・ダイナミック・リンゲージへと発展。人電一体のサイバーパンク的能力を持つに至る。
趣味は読書とひなたぼっこ。本編には出てこないが、春希（はるき）という弟がいる。
三田村 共一（みたむら きょういち）
8月12日生まれ・167cm・53kg・O型
新宿フリッパーズのアクティブ(体力・実地調査)担当。ラフなストリートファッションに身を包むイマドキの19歳。新宿フリッパーズ唯一の社員（雑用係）にして藤沢のアシスタントを務める相棒。
髪が腰ほどまで長く、可愛らしいと言える顔立ちから女性と間違われる事が多い（藤沢と初めて会ったときは肩までの短髪だったが、それでも女の子に間違えられた）。
もともとは設立間もないフリッパーズに空き巣に入ったコソドロだったが藤沢のペースと当時フリッパーズが抱えていた事件に巻き込まれて、そのままフリッパーズの社員となり現在は藤沢にとって（また逆に自身にとっても藤沢が）なくてはならない相棒と化す。
実家は代々能役者を勤める名家であるが、同時に副業として鍵師の技を伝えており、一族は芸事の傍らで市井の人々のために鍵師の技を奮っている。ただし、それらの仕事の裏で、実は代々、権力の前に屈する弱き人々を守る義賊（怪盗）の家系の直系である。だが本人は厳しい伝統芸の世界で生きることを好まず、挙句の果てに15歳の時にグレて家出。のち鍵師の技を悪用し全国行脚をしながらの空き巣稼業に堕ちていた。が藤沢の元で自らのスキルを「誰かの笑顔」のために使う喜びに目覚める。
瓜二つの双子の姉がいる。趣味はバイクいじり、サッカー。

### フリッパーズの関係者
悠 鈴鈴（ゆう りんりん）
4月20日生まれ・156cm・45kg・O型
フリッパーズが自社ビルとしている雑居ビルの1階に入居しているテナント「中華料理店 陽昇軒」の店主の娘。テレビゴシップが大好きな女子高校生。16歳。
ミナゴさん（本名不明）
生年月日不明・172cm・63kg・AB型
年齢不詳（20代ではある）。藤沢の力をもってしても経歴不明。
フリッパーズに情報ソースとして協力してくれているヒッピーなホームレス。人好きする性格は藤沢と共通し、フリッパーズにとっては大事な協力者。
神野 佐治男（じんの さじお）
2月27日生まれ・184cm・70kg・O型
フリッパーズが入居している地域の所轄署である新宿西分署刑事課の警部。藤沢の父の後輩で、藤沢の事は赤ん坊の頃から知っている。その縁からフリッパーズに情報を提供してくれるが、藤沢のハッキング行為にはいつも苦い顔をしており、いつか大事になるのではないかと心配している。そのためフリッパーズのハッキング行為には厳しく、常に逮捕をちらつかせて警告している。
山田 大地（やまだ だいち）
6月17日生まれ・135cm・27kg・A型
共一がコーチをしているサッカーチームの少年。元気のよい小学生、８歳。人などによく噛みつく。
パク
ゴールデンレトリバー。３歳児並みの知能を持つクローン犬。当初迷い犬だったが、後に大地が飼い主となる。
神野 佐紀子（じんの さきこ）
3月4日生まれ・160cm・48kg・A型
神野警部の姪。18歳。通称・サッキー。
映画の探偵に憧れ、探偵志望の見習いとしてフリッパーズ事務所を訪れる。ミリタリー好きの女子高校生。
三田村 まこと（みたむら まこと）
8月12日生まれ・162cm・48kg・O型
共一の双子の姉。性格、顔共に共一と瓜二つ。怪盗フェザーウィッチとしてコスプレのような衣装を纏い、三田村家の裏の面である泥棒家業に勤しんでいる。勤しむと言っても理由の無い盗みはしない。
忍屋 吹雪（しのべや ふぶき）
8月2日生まれ・182cm・80kg・O型
マグロ漁船の船員。23歳。長銛を町中でも平然と持ち歩き、かなりの馬鹿力の持ち主。事件で海に落ちた藤沢を偶然助けた。その縁で、迷子のイルカを助ける為に助力を求めてフリッパーズ事務所を訪ねる。

#### 逢崎屋（逢崎商会）
フリッパーズの同業他社。明治時代より続く総合商家「逢崎家」を母体に持つ。国家情報機関から枝分かれして成立した「藤沢家」と異なり、商家（いわゆる民生情報）のネットワークによって培われた情報網に強みを置く情報屋。また海外留学経験者を積極採用していることから海外情報にも強みを持つ。コンピュータネットワークにより近現代的な情報の物量・集積を重視する藤沢家と異なり、伝統的なアナログ情報や人の絆を重視する傾向を持つ。
逢崎の事務所は池袋にある。
逢崎 直樹（おうざき なおき）
12月7日生まれ・181cm・77kg・B型
逢崎商会の跡取りとして情報部門に籍を置く21歳の青年。部下の平口からは坊ちゃんと呼ばれている。基本的に直情径行で、すぐに手が出る、共一を上回る肉体派。
藤沢の小学校時代の同級生。両家の情報屋としての確執から、藤沢に壮絶な対抗意識を持つと同時に、幼馴染としての友情も抱いている、自称・藤沢のライバル。(藤沢的には頼りになる友人)
趣味は競馬で金遣いが荒い。見た目によらず人情に厚く、意外にも動物、流行もの好き。
平口 渡（ひらぐち わたる）
11月18日生まれ・186cm・76kg・AB型
逢崎の相棒（パートナー）。とは名目上のことで、実は逢崎の父の会社から息子の暴走に歯止めをかけるために送り込まれた、お目付役。逢崎商会の社員であり役目は逢崎の監視なのだが、会社から派遣後そのままパートナーとなった。藤沢同様コンピュータに精通し、そのスキルも一級のハッカーでもある。24歳。
実は海外留学経験者にしてマサチューセッツ工科大学の卒業者。その一方で同大学のコンピュータ研究サークルであった「ファンハウス」に所属していた過去を持つ。だがコンピュータ技術の発展とともに暴走していく「ファンハウス」に恐怖を抱き、それから逃げるために留学中に行っていた研究のすべてを投げ出して帰国。事情を知った逢崎屋にかくまわれ、そのまま就職し、社長の意向により逢崎の部下となった。
逢崎屋の海外情報集積を支えている中心メンバーの1人でもある。
趣味は機械いじりといたずら全般。金遣いの荒い逢崎に金をせがられても、彼の為に絶対に貸さない。

#### 藤沢家とその縁者
藤沢 輝忠（ふじさわ てるただ）
6月9日生まれ・175cm・68kg・B型
藤沢の父。「FUJISAWA SPECIAL INFORMATION SERVICE」の3代目だが、ある事情により情報屋を退き現在は池袋で中規模の商社を運営している。藤沢が情報屋として活動している事に反対しており、機会を見てフリッパーズをやめさせようとしている。
藤沢 丈壱郎（ふじさわ じょういちろう）
3月10日生まれ・154cm・41kg・O型
藤沢の祖父。藤沢からじいさまと呼ばれて慕われている。有希の祖父であり輝忠の父。「FUJISAWA SPECIAL INFORMATION SERVICE」の2代目であり、かつては凄腕の情報屋として活躍していた。
藤沢 清十郎（ふじさわ せいじゅうろう）
５月4日生まれ・181cm・72kg・B型
藤沢の曽祖父。享年28歳。旧・大日本帝国陸軍情報部に所属する軍人(スパイ)。軍における最終的な階級は中佐。8ヶ国語(日本語・広東語・北京語・英語・フランス語・ドイツ語・イタリア語・ロシア語)を自在に操り、ともすれば肉体上位になりかねない軍政の中で情報を武器に活躍した人物。物語の本編上では既に故人で墓は鎌倉にある。
代々、帝国軍人の家系であった藤沢家の嫡男として生まれ、年若くして情報戦の有用性にいち早く目をつけ、これを駆使する事で頭角を現し異例の出世を遂げた軍人であったが、精神論に凝り固まった時代遅れの上層部から便利な道具同然に利用され、その挙句として母国に絶望し野に下った。
のち戦後の混乱の中で弱き在野の人々を守るため「FUJISAWA SPECIAL INFORMATION SERVICE」を立ち上げた企業創始者でもあった。子孫たちに「情報というものは人を陥れるためのものではない、人を正しい方向に導くのが本来の使い方なのだ」という信念を伝え遺しており、その信念は現代の藤沢家まで家訓として受け継がれている。
pixivに上げられている番外編の主人公であり、内容は彼の少佐 - 少将時代を描いたもの。
藤沢（香済）キオ（ふじさわ〔かずみ〕キオ）
藤沢の曾祖母にあたる女性。pixivに上げられている番外編『道』に登場。清十郎の司令部への通勤路にて常々すれ違っていた女性。清十郎自身は一目ぼれだったが彼自身のスパイという身の上から引け目を抱き、告白できぬまま別れた女性。後に清十郎の父の盟友である中将（結婚した当時）の娘と知らされ、見合いの席で再開する事となる。のちの藤沢家の天然気質の源流となる人物で、実は見合い以前の道での出会いで清十郎の事は気になっており、人相を伝えて父親に尋ね、その素性を見合いの前から知っていた。

### ファンハウス
アメリカ合衆国・マサチューセッツ工科大学(MIT)に本拠を置く、合衆国政府お抱えの非合法サイバーテロリスト集団。MITの在籍者および出身者によるコンピュータのプロフェッショナルたちによって構成されている集団で、表向きの顔はMITのコンピュータ研究サークル。政府の要請によって情報操作をメインとするサイバーテロリズム活動に従事しており、そのために時に合衆国大統領をも動かす裏の権力すらも誇示している。また同時に「世界の情報のパワーバランスを保つ」ことを目的としており、フリッパーズ、特に藤沢の持つ情報とその処理能力を「世界に対する脅威となりうる存在」と一方的に認定し、その消滅を目的としてフリッパーズに挑んでくる。なおメンバーはそれぞれ独自のハンドルネームを所持しており、それは主に自らの得意とする分野に由来している（北登の「召喚者(サモナー)」ならば彼が創り上げて放つコンピュータウイルスをファンタジーにおけるモンスターや悪魔になぞらえており、それらを「召喚する者」という意味合い）。
名越 良次（なごし りょうじ）/ ハンドルネーム：エンペラードール
2月24日生まれ・196cm・89kg・A型
日系三世・米国人。
ファンハウスを束ねるボス。全てにおいて超越した能力と頭脳を持つファンハウスの絶対王者。藤沢のダイナミック・リンケージの上位互換ともいえる絶対的な電脳能力「UBER-WINDEN(万難を排せよ)」を持つ。
コーヒーを趣味とし「一生をかかっても追求するに値する哲学」と評する。そのため最初に登場したのはフリッパーズオフィスの近所にある喫茶店のマスターとしてだった。後にその立場は藤沢の動向を探るためのカバー（偽の素性）であった事が明らかになる。

#### インヴィジブル・ストーカーズ
ファンハウスの中でも腕利きのスペシャリスト・ハッカーたちによって構成されたアンチハッキング（Anti Hacking ハッキングへの対抗措置や逆ハッキング行動）とハッカーキリング（Hacker Killing ハッカーの身元を洗い出し、その所持情報を破壊。同時に偽情報を流して追い詰め社会的かつ人格的に抹殺し、生活が営めないレベルまで対象者の『生と命』を完全破壊する）を目的としたエースチーム（メンバーはこれを総じてハッカーハンティングと称する）。各々、目的のためには手段を選ばず、同時に趣味人としての愉快犯的な快楽追求傾向を持つ。またそれぞれにスペシャリストとしての気概があるため、チームワークには乏しくエンペラードールの指揮の元でチームとしての力を発揮する。なおチーム名は透明人間に由来している。
名越 北登（なごし ほくと）/ ハンドルネーム：召喚者（サマナー）
9月11日生まれ・180cm・67kg・A型
日系三世・米国人。
フリッパーズに最初に接触したファンハウスメンバーでありストーカーズ。ウイルスマスターの別名を持つコンピュータウイルスのスペシャリスト。エンペラードールの弟。無邪気ゆえの快楽傾向が強い。かつての北登の軽はずみな行動（原子力潜水艦へのハッキング）が平口を震撼させ、彼にファンハウスを抜けることを決意させた。
フリッパーズと関わる以前は人を食ったような飄々とした人物であり、善悪の区別も判らず、その判断基準は自身の好悪のみという良くも悪くも「無邪気な子ども」のような性格であった。しかしフリッパーズと相対するようになると、その対決を通じて心的な成長を遂げ、最終的には暴走して目的のために大量殺戮をも辞さない行動すら取り出した兄に対し、激怒して意見するまでになる。
関西弁を話し、性格は明るくノリも良い。趣味はコンピューターウイルス作り。食べ歩き。観光。
下目黒 創路（しもめぐろ いつじ）/ ハンドルネーム：RISING SUN（ライジング・サン）
7月4日生まれ・179cm・71kg・O型
グラフィックデザイナーにしてゲームデザイナーという表の顔を持つストーカーズ。ファンハウスでは現実（リアル）とも見紛うCGを用いた情報かく乱を担当している。21歳。
日本人だが、日本的なしがらみや企業体質、人情主義を心のそこから毛嫌いしており、それに伴い、時に「日本という国そのもの（「国」などという「集団」に固執する者）など滅んでしまえばいい」とすら言う（間違った）ノーボーダー主義かつ個人主義の国際人。ニューヨークに居を構えている。
趣味はゲームプラン作成、ドーナツ乱れ食い。また、銃の腕が良い。
張 黄龍（チャン ファンロン）/ ハンドルネーム：電視人（ディアンシーレン）
8月14日生まれ・169cm・56kg・O型
香港に居を構える小柄かつ童顔の中国人。ハッキングのエキスパート。あらゆるセキュリティーを感知されることなくノーダメージですり抜ける、キーブレイカー。基本的に内気であるため、いつも創路や北登にパシリにされている。
19歳。現役大学生。最年少メンバー。
趣味は料理と食べ歩き。作る料理はメンバーに好評。
スフールド・コリエルノフ/ ハンドルネーム：ПОДРЯДЧИК（請負人）
10月15日生まれ・188cm・77kg・B型
無口なロシア人。平口の大学同期でルームメイト。24歳。かつて平口とともに電気刺激により人間の記憶を操作する機械を開発し、これをもって「人間の頭脳をハッキングする」能力を持つに至り、インヴィジブル・ストーカーズの中でも人間の記憶操作や記憶（人格）破壊を請け負うようになる。平口には多少ゆがんだ友情を抱いており、それゆえに平口に固執する行動をとる事がある。
趣味は株取引とメカいじり、山登り。いつも黒のスーツを着ている。

## 単行本
- 渋染かずき 『こちら新宿フリッパーズ』 講談社〈講談社コミックス〉、全7巻
  1. ISBN 4-06-312531-9（1998年3月17日 初版発行）
  2. ISBN 4-06-312591-2（1998年8月17日 初版発行）
  3. ISBN 4-06-312649-8（1999年1月14日 初版発行）
  4. ISBN 4-06-312706-0（1999年6月17日 初版発行）
  5. ISBN 4-06-312751-6（1999年10月15日 初版発行）
  6. ISBN 4-06-312832-6（2000年4月14日 初版発行）
  7. ISBN 4-06-312868-7（2000年7月17日 初版発行 最終巻）